# Tolimán, Jalisco
Tolimán là một đô thị thuộc bang Jalisco, México. Năm 2005, dân số của đô thị này là 8756 người.